# Linda Castillo
Pour les articles homonymes, voir Castillo.
Linda Castillo, née en 1960 à Dayton en Ohio, est une romancière américaine, auteure de roman policier et de roman d'amour.

## Biographie
L'action de la série Kate Burkholder se situe en pays Amish. Le premier roman de cette série est adapté pour un téléfilm Condamnés au silence (An Amish Murder)  réalisé par Stephen Gyllenhaal. Le cinquième roman Her Last Breath est nommé pour le prix Thriller du meilleur roman 2014 et le onzième Shamed pour le prix Sue Grafton 2020.

## Œuvre

### Romans

#### SérieKate Burkholder
- Sworn to Silence (2009)
  - Le Serment du silence, Payot et Rivages coll. « Payot suspense » (2010)  (ISBN 978-2-228-90608-1), réédition France Loisirs (2010)  (ISBN 978-2-29802767-9), réédition Le Grand Livre du mois (2010)  (ISBN 978-2-286-07449-4)
- Pray for Silence (2010)
- Breaking Silence (2011)
- Gone Missing (2012)
- Her Last Breath (2013)
- The Dead Will Tell (2014)
- After the Storm (2015)
- Among the Wicked (2016)
- Down a Dark Road (2017)
- A Gathering of Secrets (2018)
- Shamed (2019)
- Outsider (2020)
- Fallen (2021)
- The Hidden One (2022)
- An Evil Heart (2023)

#### SérieOperation: Midnight
- Operation: Midnight Cowboy (2005)
- Operation: Midnight Escape (2005)
- Operation: Midnight Tango (2005)
- Operation: Midnight Guardian (2006)
- Operation: Midnight Rendezvous (2006)

#### SérieHigh Country Heroes
- Hero to Hold (2001)
- Just a Little Bit Dangerous (2002)
  - Dangereuse Cavale, Harlequin, coll. « Black Rose » no 100 (2009)  (ISBN 978-2-280-81077-7)
- A Cry in the Night (2003)

#### Autres romans
- Remember the Night (Men in Blue) (2000)
  - La Cible, Harlequin, coll. « Intrigue » no 4 (2003)  (ISBN 2-280-17010-8)
- Cops and … Lover (2001)
- The Perfect Victim (2002)
- Midnight Run (2003)
  - Attirance coupable, Harlequin, coll. « Intrigue » no 84 (2006)  (ISBN 2-280-17091-4)
- The Phoenix Encounter (2003)
- The Shadow Side (2003)
- Uncharted Waters (2003)
- Fade to Red (2004)
- Depth Perception (2005)
- Dead Reckoning (2005)
- A Whisper In the Dark (2006)
- A Baby Before Dawn (2007)
- In the Dead of the Night (2007)
- Overkill (2007)
- In the Dead of Night (2007)
  - La Falaise du souvenir, Harlequin, coll. « Black Rose » no 292 (2014)  (ISBN 978-2-280-30805-2)

### Recueil de nouvelles

#### SérieKate Burkholder
- Long Lost (2013)
- A Hidden Secret (2015)
- Seeds of Deception (2016)
- Only the Lucky (2018)
- In Dark Company (2018)
- In Plain Sight (2019)
- The Pact (2020)

### Nouvelle
- Hallowed Ground (2023)

## Adaptation
- 2013: Condamnés au silence (An Amish Murder)  téléfilm américain réalisé par Stephen Gyllenhaal, adaptation de Sworn to Silence

## Prix et distinctions

### Prix
- Prix Edgar-Allan-Poe 2024 de la meilleure nouvelle pour Hallowed Ground[1]
- Prix Sue Grafton 2024 pour An Evil Heart[1]

### Nominations
- Daphne du Maurier Award of Excellence 2012 pour Breaking Silence[2]
- Prix Thriller 2014 du meilleur roman pour Her Last Breath[3]
- Prix Sue Grafton 2020 pour Shamed[4]